# Valeriana mapirensis
Valeriana mapirensis là một loài thực vật có hoa trong họ Kim ngân. Loài này được (Britton) Weberl. miêu tả khoa học đầu tiên..